# Селфи

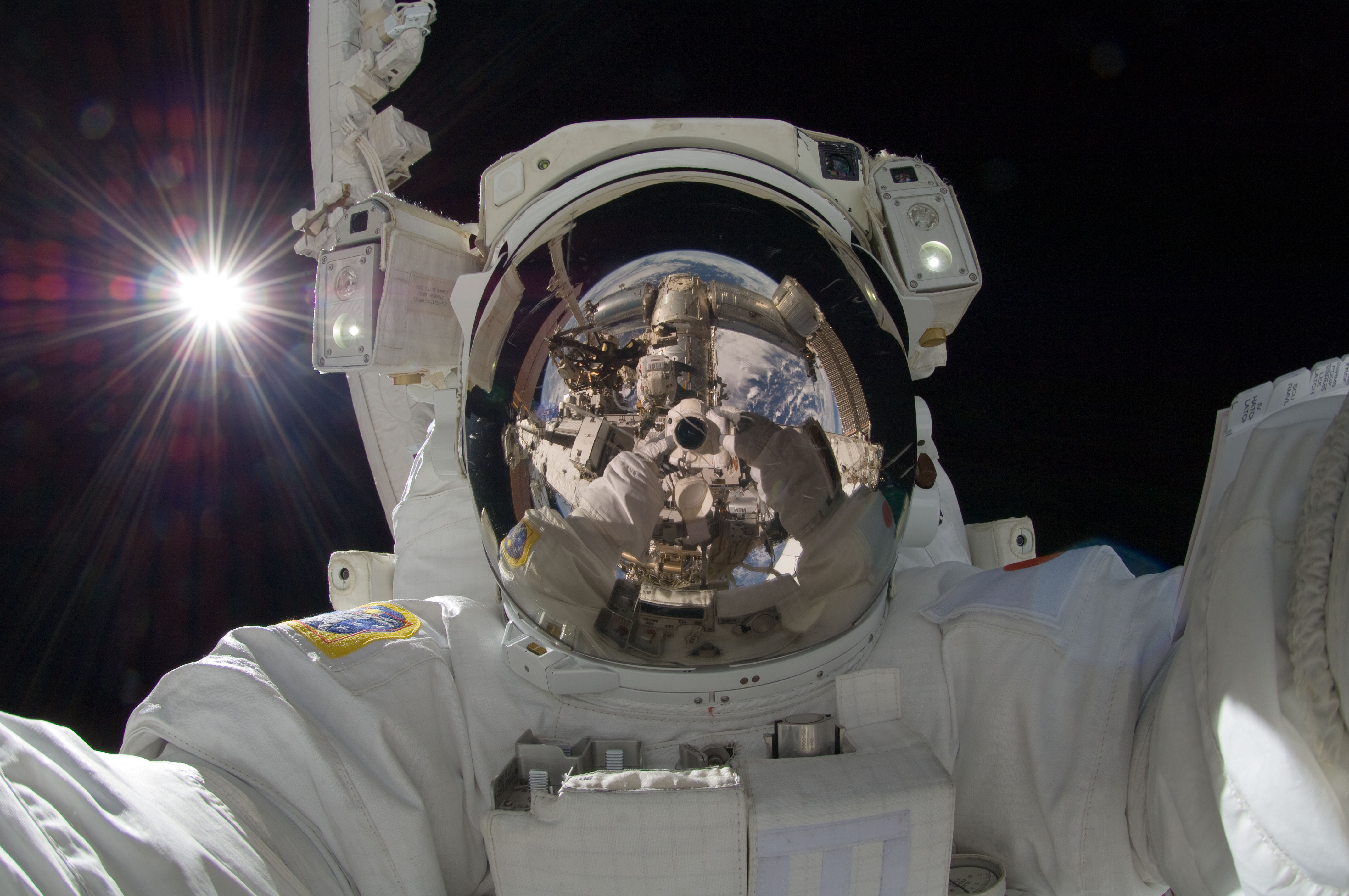
Селфи астронавта Акихико Хосидэ в открытом космосе

Се́лфи (англ. selfie, от «self» — сам, себя; русские эквиваленты — «себя́шка», «самостре́л» — считаются просторечными) — разновидность автопортрета, созданного с помощью фотоаппарата, иногда при помощи зеркала, монопода или автоспуска. Термин приобрёл известность в конце 2000-х — начале 2010-х годов благодаря развитию встроенных функций фотоаппарата мобильных устройств. Поскольку селфи чаще всего выполняется с расстояния вытянутой руки, держащей аппарат, изображение на фото имеет характерный ракурс и композицию — под углом, чуть выше или ниже головы.

## История

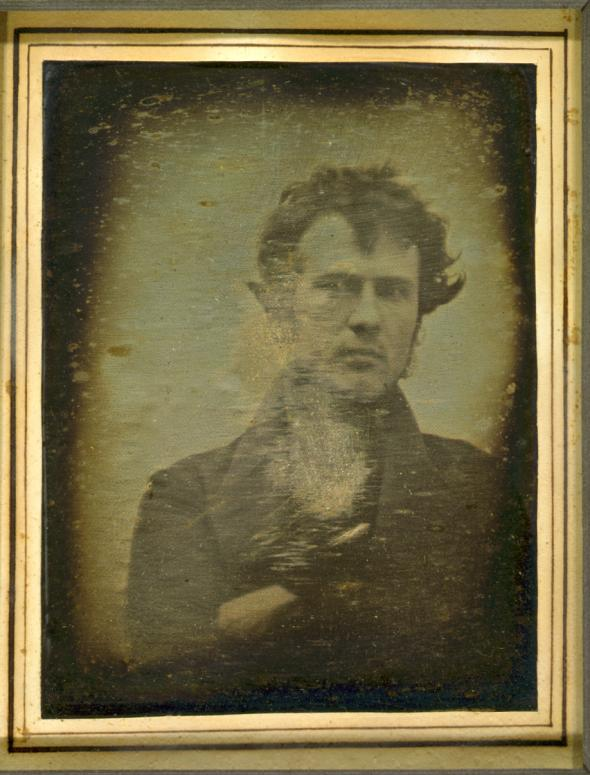
Автофотопортрет Роберта Корнелиуса, 1839 год

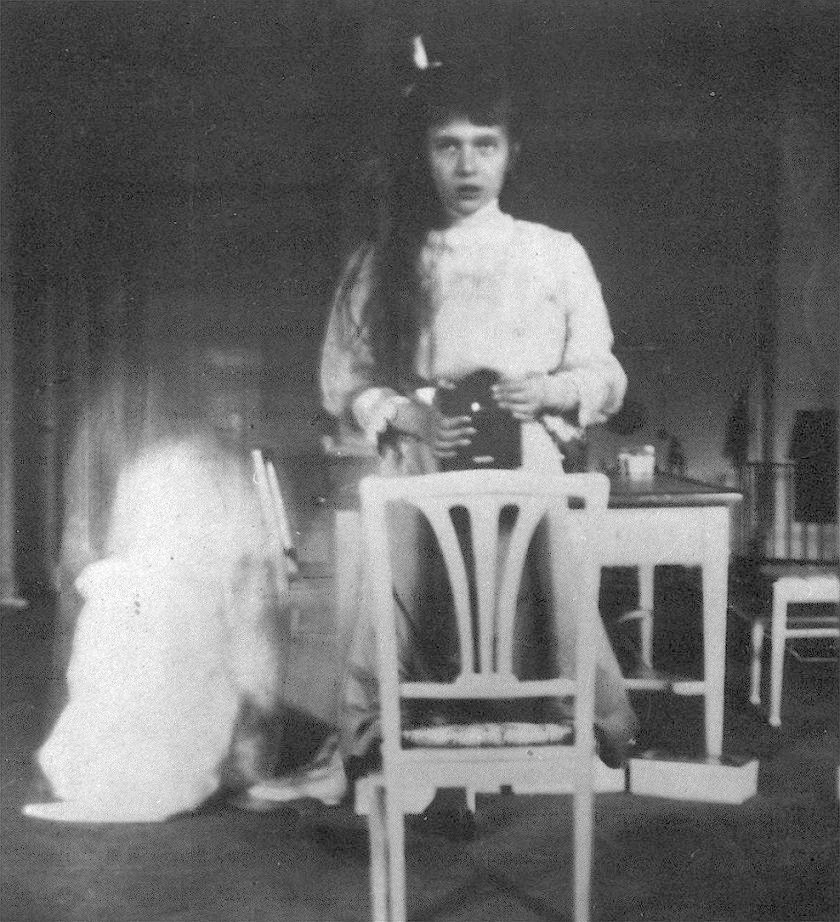
Великая княжна Анастасия Николаевна в возрасте 13 лет фотографирует себя с помощью Kodak Brownie, чтобы отправить другу в 1914 году.

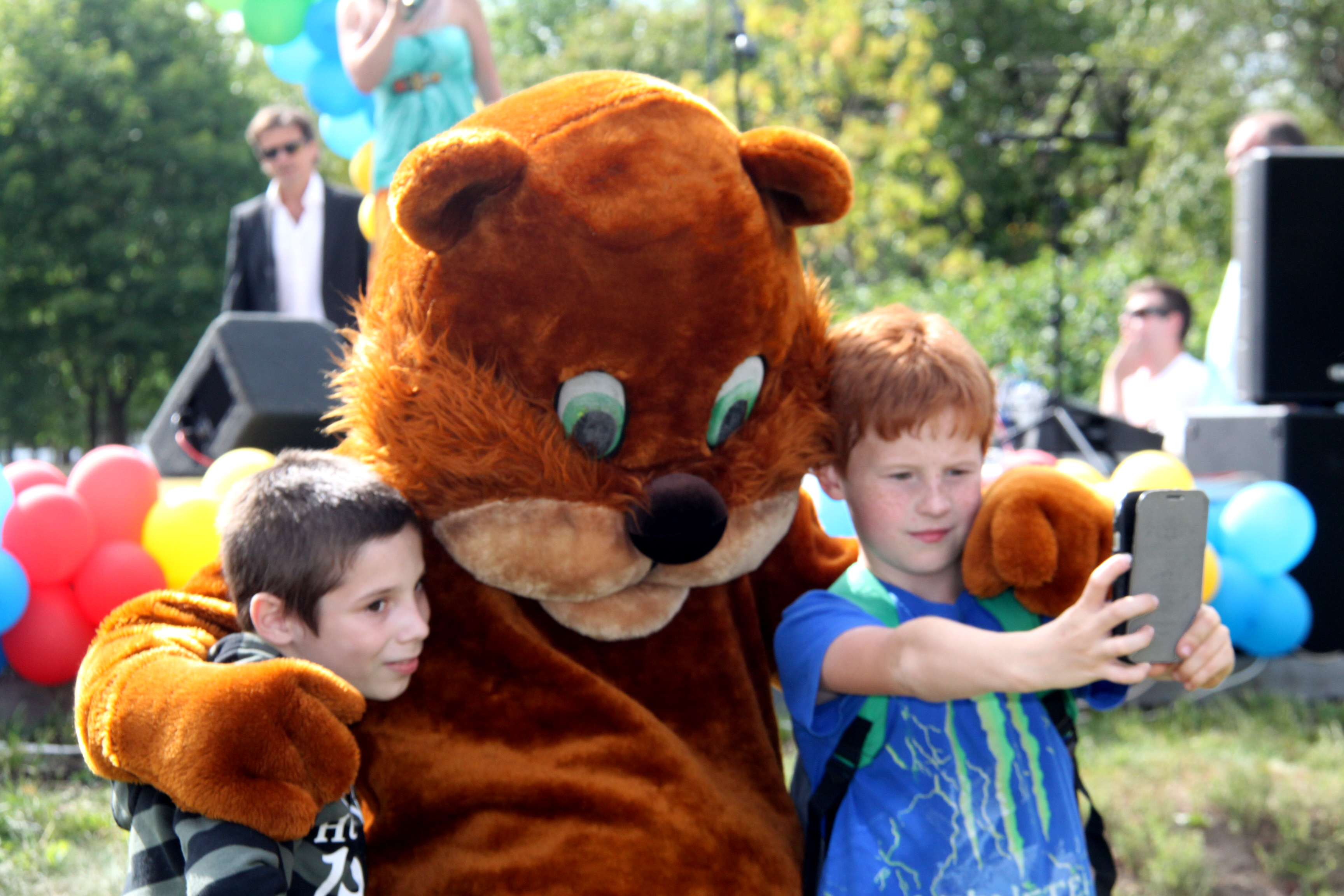
Мальчик делает селфи смартфоном

Первый в истории отчётливый фотопортрет человека одновременно является и первым автофотопортретом. Данный снимок был сделан американским химиком Робертом Корнелиусом в 1839 году.
Фотографические автопортреты существовали в менее распространённой форме примерно с момента появления портативной фотокамеры Kodak Brownie фирмы Kodak (1900 год). Метод, как правило, был основан на фотографировании собственного отражения в зеркале, неподвижность камеры обеспечивалась штативом, глядя в видоискатель фотограф кадрировал будущий снимок. Великая княжна Анастасия Николаевна в возрасте 13 лет была одним из первых подростков, которая смогла сделать свою собственную фотографию с помощью зеркала, чтобы отправить другу в 1914 году. В письме, которое сопровождало фотографию, она писала: «Я сделала эту картину, смотря в зеркало. Это было очень сложно, так как мои руки дрожали».
Самое раннее найденное составителями Оксфордского словаря английского языка письменное употребление слова selfie было в сообщении от 13 сентября 2002 года на австралийском интернет-форуме на сайте ABC. Автор сообщения сказал, что это тогда было обычное сленговое слово. Кроме того, слова с суффиксом -ie вообще популярны в Австралии.
В советской прессе слово употреблялось с начала 1990-х годов. В журнале «Парус» № 05—06 за 1991 год была опубликована статья о конкурсе фотомоделей «Сэлфи-92».

### Популярность
Термин selfie обсуждался фотографом Джимом Краузе в 2005 году, хотя фотографии в жанре «селфи» снимались намного раньше. В начале 2000-х годов, до того как Facebook стала доминирующей социальной сетью, «самоснимки» были широко распространены на MySpace. Тем не менее, писатель Кейт Лосс рассказывает, что между 2006 и 2009 годами (когда Facebook стала более популярной, чем MySpace) селфи стало носить репутацию дурного вкуса для пользователей новой социальной сети Facebook, так как это считалось пережитком менее популярной социальной сети MySpace (тогда селфи называлось «MySpace pic»). Ранние аватары Facebook, напротив, как правило, были хорошо сфокусированными и более формальными, и снимки производились на расстоянии. Улучшения в дизайне, особенно — фронтальной камеры американских, корейских и японских мобильных телефонов и мобильных фотоприложений, таких как Instagram, привело к возрождению селфи в начале 2010-х годов.
Будучи первоначально популярным среди молодёжи, селфи стало популярным и среди взрослых, в частности — папа римский Франциск выкладывает для своей 60-миллионной интернет-аудитории селфи-фото, на которых он запечатлён с посетителями Ватикана. В декабре 2012 года журнал Time отметил, что слово «selfie» вошло в «Топ-10 модных словечек» 2012 года. Хотя селфи существовало в течение многих лет, однако именно в 2012 году этот термин действительно стал хитом нового времени. По данным опроса 2013 года, две трети австралийских женщин в возрасте 18—35 лет использовали метод селфи для размещения фотографий в социальной сети Facebook. Исследование, проведённое среди владельцев смартфонов и фотокамер, выявило, что около 30 % селфи-фотографий сделано людьми в возрасте 18—24 лет.
К 2013 году слово «selfie» стало достаточно распространённым для того, чтобы быть включённым в Оксфордский онлайн-словарь английского языка. В ноябре 2013 года слово «selfie» было объявлено как «слово года» в Оксфордском словаре английского языка, которое официально стало считаться австралийским по происхождению.
На 86-й церемонии вручения кинопремии Оскар актриса и ведущая церемонии Эллен Дедженерес вместе с актёром Брэдли Купером сняли селфи, на котором они запечатлены в компании многих звёзд Голливуда. Фото побило рекорд популярности в Твиттере, принадлежавший ранее фотографии Мишель и Барака Обамы, собрав в итоге более 3,2 млн ретвитов за сутки.
11 июня 2014 года премьер-министр РФ Дмитрий Медведев в социальной сети Instagram выложил своё селфи, снятое по многочисленным просьбам его подписчиков. Многие селфи 2014—2016 годов являются результатом участия своих авторов в челленджах.
С 2018 года в Лос-Анджелесе (Калифорния, США) существует музей селфи.

### История со снимками Macaca nigra

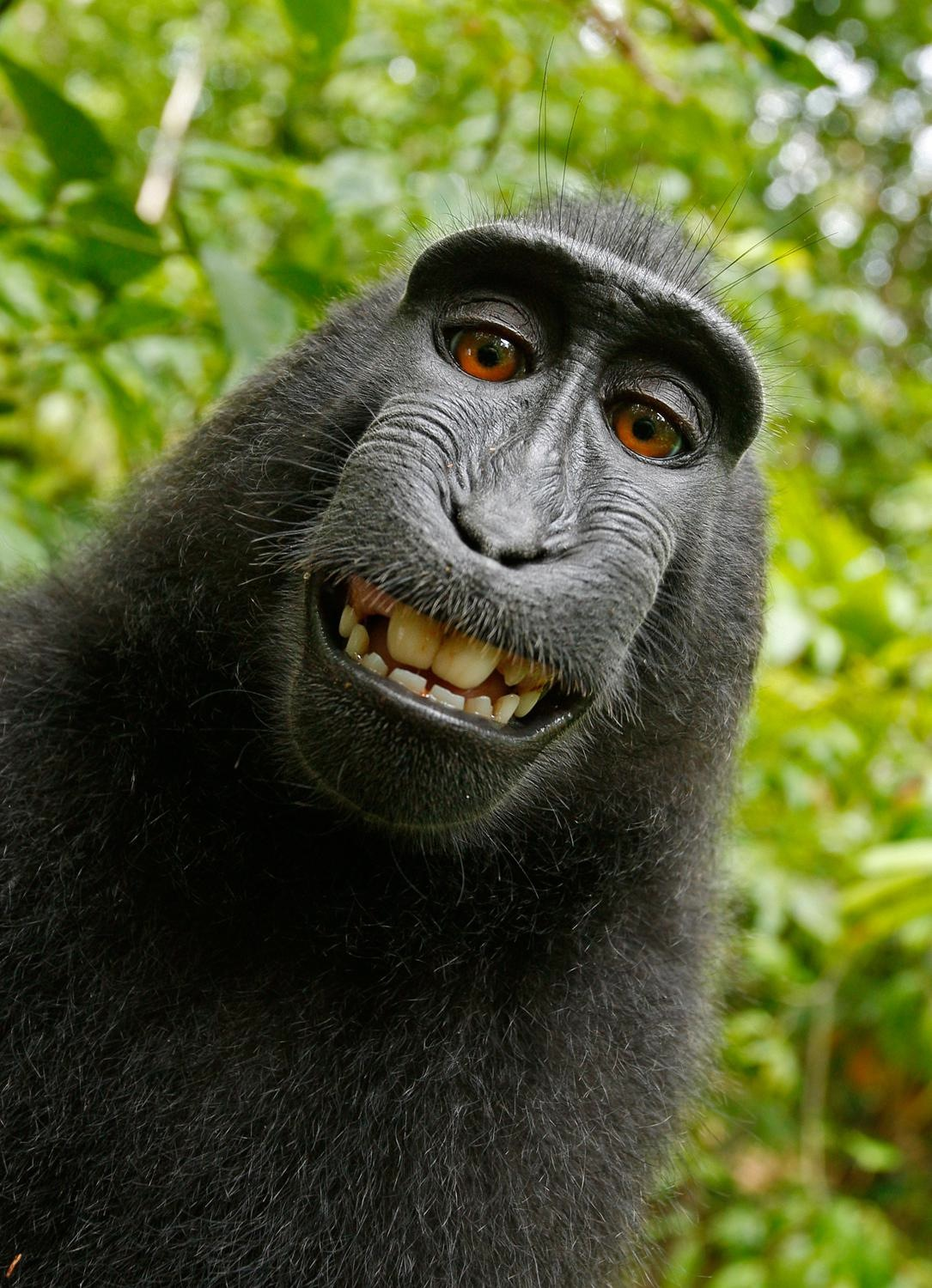
Селфи обезьяны

В 2011 году британский фотограф-натуралист Дэвид Слейтер во время путешествия в джунглях Сулавеси делал серию фотографий хохлатых павианов. Неожиданно для него обезьяны завладели камерой и смогли даже сделать ряд снимков. Случай получил дополнительную огласку из-за дискуссии о том, кому принадлежат авторские права на снимки.

### В современном искусстве
В 2013 году художник Патрик Спеккио совместно с Нью-Йоркским музеем современного искусства представил выставку под названием «Art in Translation: Selfie, The 20/20 Experience», в котором зрители использовали предоставленный цифровой фотоаппарат, чтобы сделать фотографии себя в большом зеркале.

## Критика

### Риски для здоровья и жизни
В октябре 2014 года в Роспотребнадзоре предупредили о возможности распространения педикулёза среди подростков из-за чрезмерного увлечения селфи. В памятке по профилактике педикулёза, опубликованной управлением Роспотребнадзора по Курской области, говорится, что совместные съёмки группы подростков или пары способствуют передаче вшей при соприкосновении головами.
«Я заметила огромное увеличение вшей среди подростков в этом году. Как правило, я лечу детей младшего возраста, поскольку у них выше риск контакта головами, но теперь подростки липнут друг к другу головами каждый день, чтобы сфотографироваться на мобильный телефон», — отмечает специалист по педикулёзу из Калифорнии Мэри Маккуиллан.
В 2015 году МВД России в специальной памятке указало о некоторых рисках селфи, в ней любителям экстремальных фото напоминали, что нельзя делать подобные снимки с оружием в руках, на железнодорожном транспорте, крышах зданий, мостах, за рулем автомобиля. В то же время «Российская газета» сообщила, что точной полицейской статистики несчастных случаев «от селфи» не ведётся. В сентябре 2015 года издание Mashable сообщило о 12 случаях гибели людей в 2015 году, к которым привели попытки сделать селфи.
По данным американских ученых, с 2011 по 2017 год в результате попыток сделать оригинальное селфи погибли более 250 человек. Несчастные случаи чаще всего происходят в Индии, России, США и Пакистане. 72,5 % погибших — мужского пола. Не исключено, что количество случаев намного больше, поскольку в отчёт попали только те из них, которые освещались СМИ. Чаще всего причиной смерти становятся аварии на транспорте, утопления и падения с высоты. Кроме того, случаются поражения электричеством, пожары и нападения животных.

### Религия
Протоиерей Павел Великанов призвал российских женщин не искушать мужчин своими селфи с крещенских купаний.

Хотелось бы призвать любых пользователей социальных сетей помнить о том, что если мы за всякое праздное слово дадим ответ, то тем более мы дадим ответ за неправильные, смущающие и соблазняющие изображения, которые мы публикуем в социальных сетях. В Евангелии Спасителем ясно сказано: если глаз твой соблазняет тебя, лучше его вырвать, нежели лишиться Царства Божия. Так что большого значения не имеет, будет это изображение женщины, на котором она в купальнике с визгом бросается в ледяную воду, либо это будет фото, на котором женщина вальяжно разложила себя на шезлонге под лучами палящего солнца. Любое соблазнение — это грех.— 
По мнению заместителя председателя Совета муфтиев России Рушана Аббясова, фотографирование паломниками самих себя на фоне исламских святынь в Мекке с публикацией и обсуждением этих снимков в социальных сетях не может одобряться, если это отвлекает верующих от главного — правильного совершения хаджа.

### Психология
Имеются и психологические аргументы против селфи.
- Селфи: положительное и отрицательное влияние
- Вред селфи
- В чём польза и вред селфи?

## Релфи
Автопортрет с любимым или близким человеком был назван социологами из Гарвардского университета релфи (англ. relfie от relationship selfie). Согласно опубликованным в книге «The Science of Relationships» результатам исследования, проведённого при участии 200 добровольцев, релфи раздражают подписчиков в социальных сетях больше, чем любые другие снимки.